# Keeler (cràter)
|  | Aquest article tracta sobre un cràter lunar. Si cerqueu un cràter marcià, vegeu «Keeler (cràter marcià)». |

|  | No s'ha de confondre amb Kepler. |

Keeler és un gran cràter d'impacte que es troba en la cara oculta de la Lluna. Està connectat en la seva vora oriental amb Heaviside, una plana emmurallada de dimensions similars.

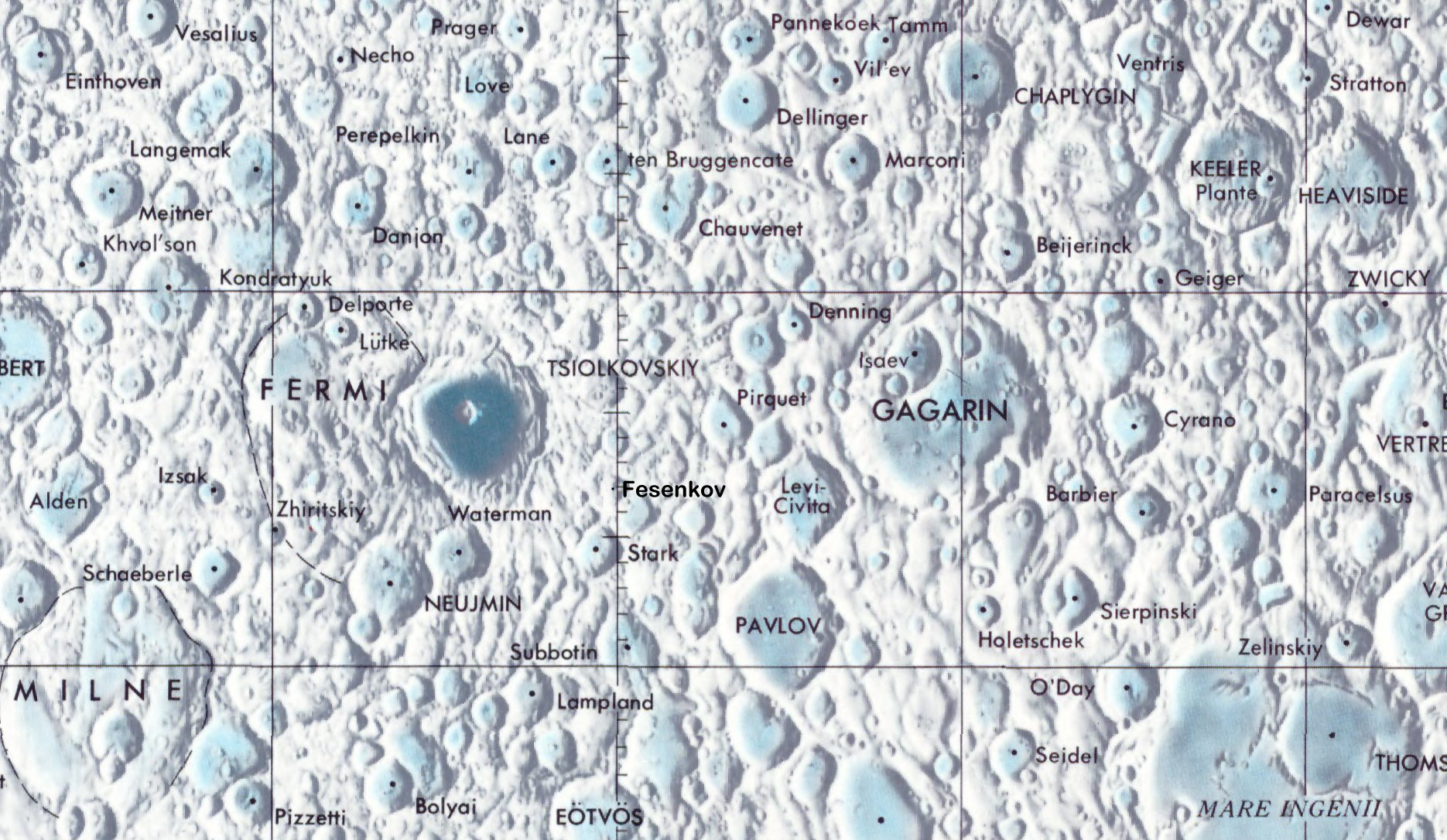
Localització de Keeler (quadrant superior dret). Mapa de la Missió Clementine
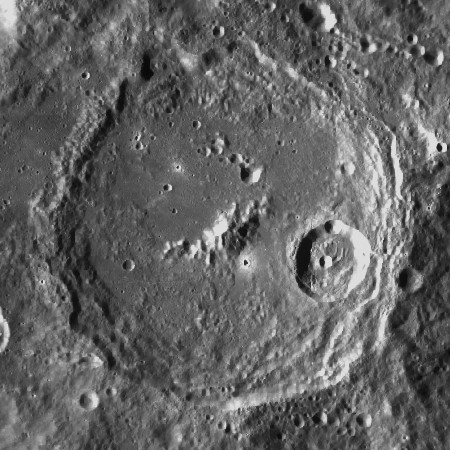
Fotografia de la missió Lunar Reconnaissance Orbiter

Keeler, no obstant això, és la més recent de les dues formacions, amb trets més clarament delineats. Al nord-est de Keeler es troba el cràter més petit Stratton, i al nord-oest es localitza Ventris.

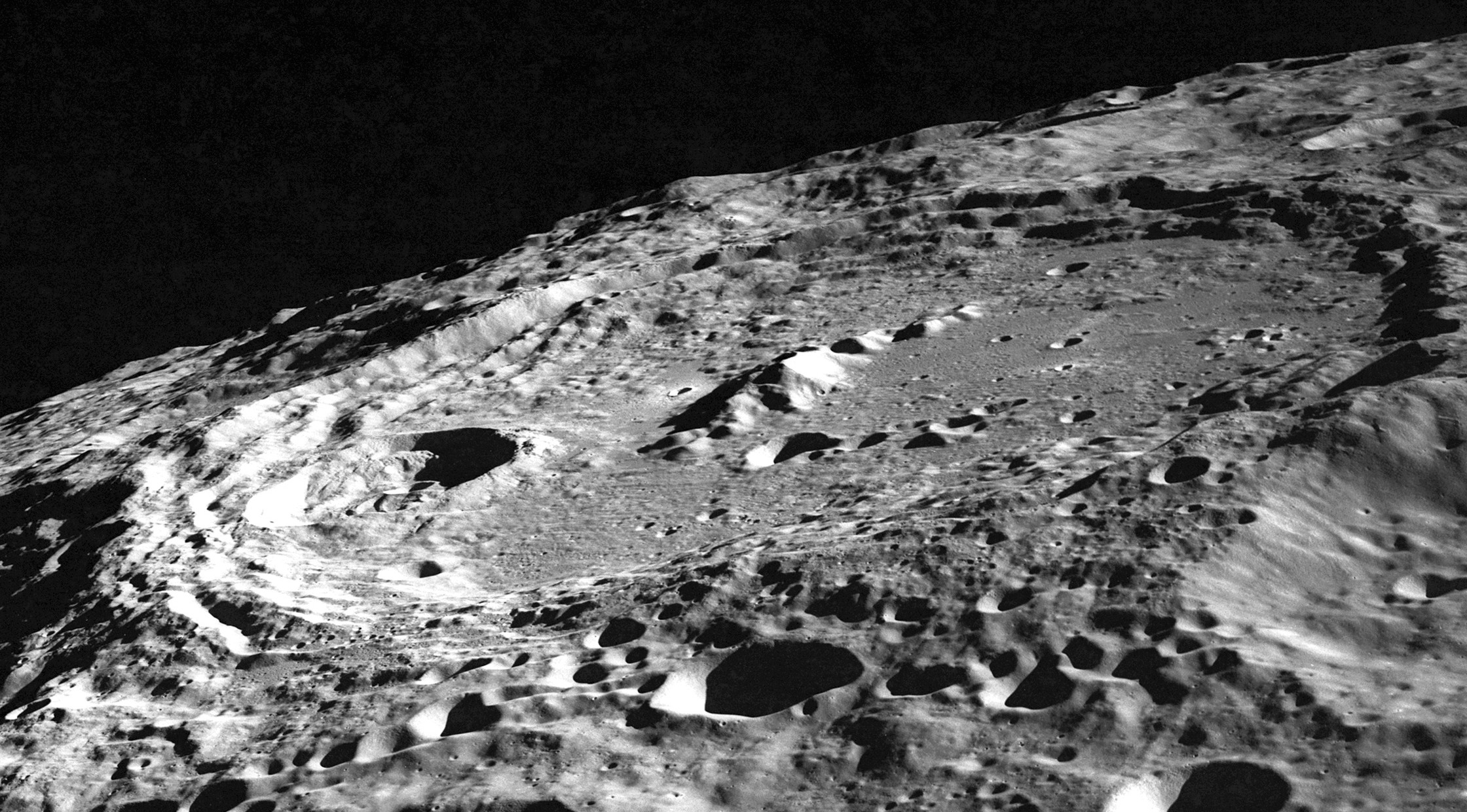
Fotografia de la missió Apollo 10

La vora exterior de Keeler és aproximadament circular, amb un segment recte on s'uneix a Heaviside. La part nord de la vora és més irregular, amb una protuberància cap al nord-nord-oest. Les porcions de la paret interna tenen una estructura terraplenada, especialment en la meitat sud. Dins de l'interior del cràter, es troba Planté, adjacent a la paret interior.
Presenta una cresta interior que s'estén des del punt central cap a l'oest-sud-oest. El sòl apareix generalment anivellat, amb algunes àrees irregulars al sud. Alguns petits cràters marquen la plana interior.

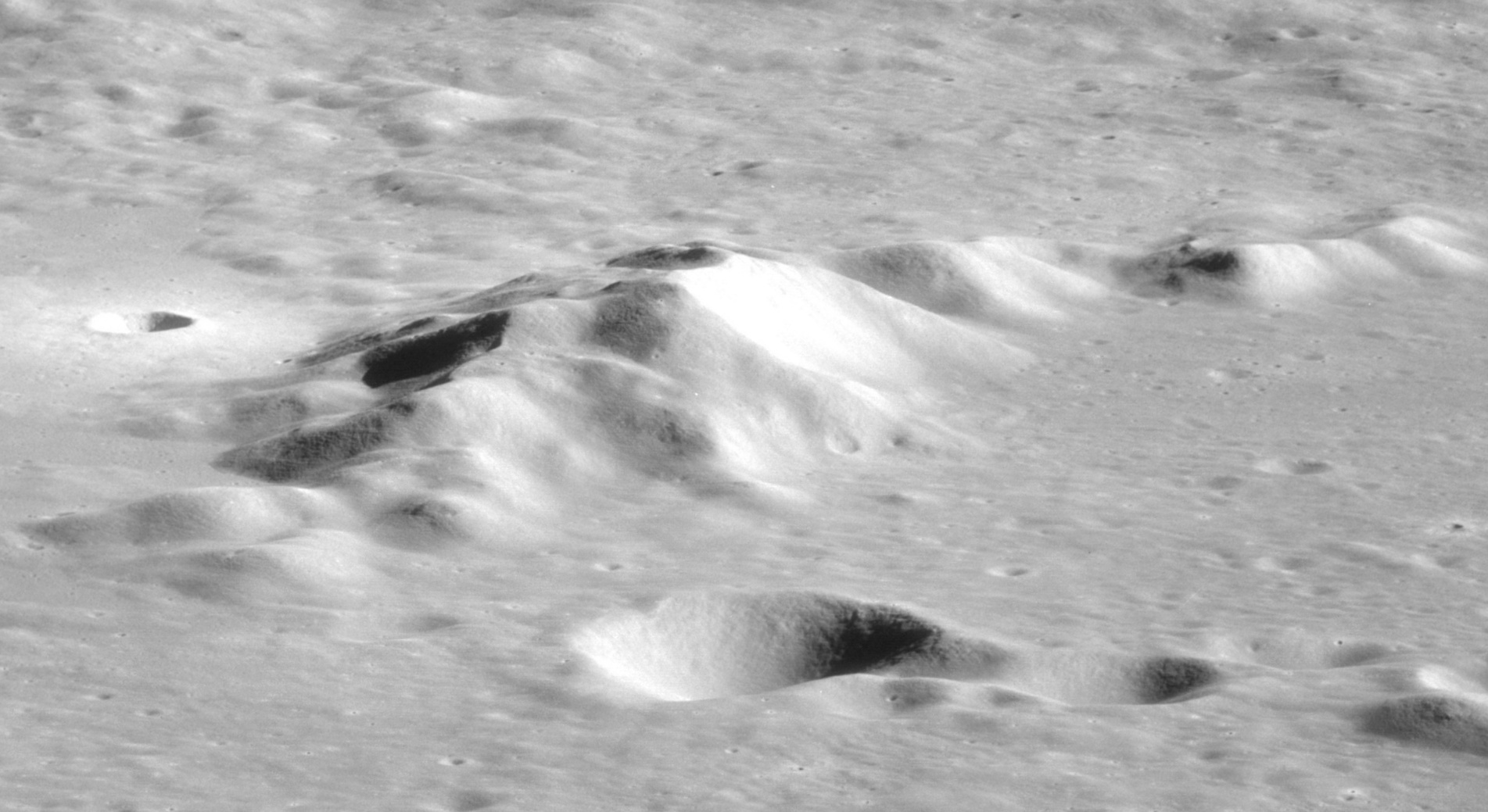
Fotografia de la missió Apollo 11
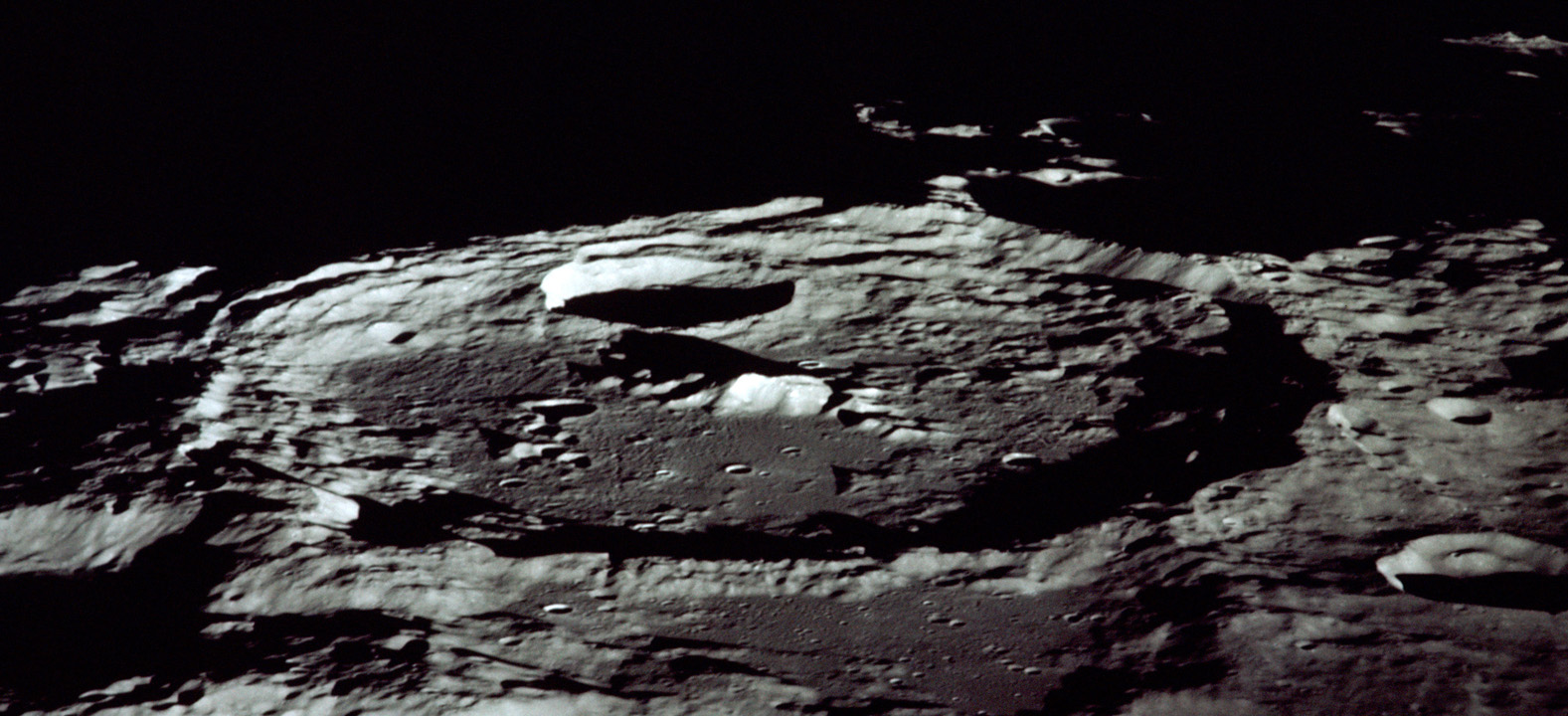
Vista obliqua de Keeler des de l'Apollo 13 amb llum rasant (en el terminador)

Els mesuraments amb el reflectòmetre electrònic a bord de la Lunar Prospector van mostrar que aquest cràter és un de diversos llocs d'impacte que mostren desmagnetització. Al centre d'aquest cràter es registra una lectura magnètica inusualment baixa, que s'estén cap a fora fins a aproximadament un diàmetre i mig del cràter. Els científics creuen que el propi impacte que va generar el cràter és la causa d'aquest fenomen.

### Altres referències
- (WGPSN), IAU Working Group for Planetary System Nomenclature. «Gazetteer of Planetary Nomenclature. 1:1 Million-Scale Maps of the Moon» (en anglès).  UAI / USGS, 13-02-2013. [Consulta: 6 abril 2016].
- Andersson, L. E.; Whitaker, E. A.,. NASA Catalogue of Lunar Nomenclature (en anglès).  NASA RP-1097, 1982.
- Blue, Jennifer. «Gazetteer of Planetary Nomenclature» (en anglès).  USGS, 25-07-2007. [Consulta: 2 gener 2012].
- Bussey, B.; Spudis, P.. The Clementine Atlas of the Moon (en anglès).  Nueva York: Cambridge University Press, 2004. ISBN 0-521-81528-2.
- Cocks, Elijah E.; Cocks, Josiah C.. Who's Who on the Moon: A Biographical Dictionary of Lunar Nomenclature (en anglès).  Tudor Publishers, 1995. ISBN 0-936389-27-3.
- McDowell, Jonathan. «Lunar Nomenclature» (en anglès).   Jonathan's Space Report, 15-07-2007. [Consulta: 2 gener 2012].
- Menzel, D. H.; Minnaert, M.; Levin, B.; Dollfus, A.; Bell, B. «Report on Lunar Nomenclature by The Working Group of Commission 17 of the IAU» (en anglès). Space Science Reviews, 12, 1971, pàg. 136.
- Moore, Patrick. On the Moon (en anglès).  Sterling Publishing Co, 2001. ISBN 0-304-35469-4.
- Price, Fred W. The Moon Observer's Handbook (en anglès).  Cambridge University Press, 1988. ISBN 0521335000.
- Rükl, Antonín. Atlas of the Moon (en anglès).  Kalmbach Books, 1990. ISBN 0-913135-17-8.
- Webb, Rev. T. W.. Celestial Objects for Common Telescopes, 6ª edición revisada (en anglès).  Dover, 1962. ISBN 0-486-20917-2.
- Whitaker, Ewen A. Mapping and Naming the Moon (en anglès).  Cambridge University Press, 2003. 978-0-521-54414-6.
- Wlasuk, Peter T. Observing the Moon (en anglès).  Springer, 2000. ISBN 1-85233-193-3.